# Кёллинг, Карл
Карл Кёллинг (нем. Carl Kölling, в американском произношении Куллинг, англ. Charles Koelling; 28 февраля 1831, Гамбург — 3 мая 1914, Чикаго) — немецкий композитор и пианист. Брат Адольфа Кёллинга.
Кёллингу принадлежит оперетта «Бабочки» (нем. Schmetterlinge, либретто Ф. В. Вульфа), поставленная в 1891 г. в Гамбурге, оркестровые сочинения и пользовавшиеся значительной популярностью многочисленные салонные фортепианные пьесы, в общей сложности около 500 произведений. Несколько пьес Кёллинга сохранили место в педагогическом репертуаре — в частности, рапсодия «Венгрия» Op. 410 (1907) с её цыганским колоритом.
Жена, Мария Кёллинг — оперная певица.